# 早川佳樹
早川 佳樹（はやかわ よしき、1971年-）は東海ラジオ社員、元アナウンサー。

## 来歴
岐阜県岐阜市出身。国立音楽大学音楽学部声楽科卒業後、東海ラジオへ入社。
2004年7月の人事異動によりアナウンサー職を離れ、本社営業部へ異動となった。現在は同社の東京支社営業部に在籍。
アナウンサー時代、かにタク言ったもん勝ち「かにタクラジオショッピング」のコーナー(当時)に食べ物が紹介されるときは、スタジオに登場して試食していた。
現在は営業へ異動してしまったが、アナウンサー時代にナレーションを担当したCMが放送されているほか、稀ではあるが自身がCMナレーションを担当することもある（スポンサー側の要望によるものらしい）。
長らくラジオ番組に出演していなかったが、2009年11月22日（東海ラジオ放送分）に放送されたラジオふるさと便の『新お国de発見伝』にラジオマンとして久しぶりに出演した。

## 過去の担当番組
- 定時ニュース
- 美味時間
- ミュージックランキング（アナウンサーとして担当した最後のレギュラー番組）
- 朝のなつメロ
- 名古屋国際女子マラソン実況生中継（地点レポーター担当）

他多数